# 奎依巴格镇
奎依巴格镇，是中华人民共和国新疆维吾尔自治区喀什地区泽普县下辖的一个乡镇级行政单位。

## 行政区划
奎依巴格镇下辖以下地区：
吾斯塘博依社区、新城社区、建材社区、园区社区、斯日木村、萨依吐格曼村和墩买里村。